# فلراک
فلراک (به فرانسوی: Florac) یک کامین در فرانسه با جمعیت ۱٬۹۹۶ نفر است که در Canton of Florac واقع شده‌است.